# Окснард
О́кснард (англ. Oxnard) —  город в округе Вентура, штат Калифорния, США. Население — 192 997 чел. (по оценке на 2007 год), по переписи 2000 года — 170 358 чел.

## История
До прихода белых поселенцев на территории современного Окснарда проживало индейское племя чумашей. Первым европейцем, ступившим на эту землю, стал испанский конкистадор Хуан Родригес Кабрильо в 1542 г. Между отрядом, руководимым Кабрильо, и местными индейцами произошло вооружённое столкновение, во время которого Кабрильо получил смертельное ранение. Позже, во времена испанского колониального владычества, территория, на которой в настоящее время расположен Окснард, была передана миссии Св. Буэнавентуры.

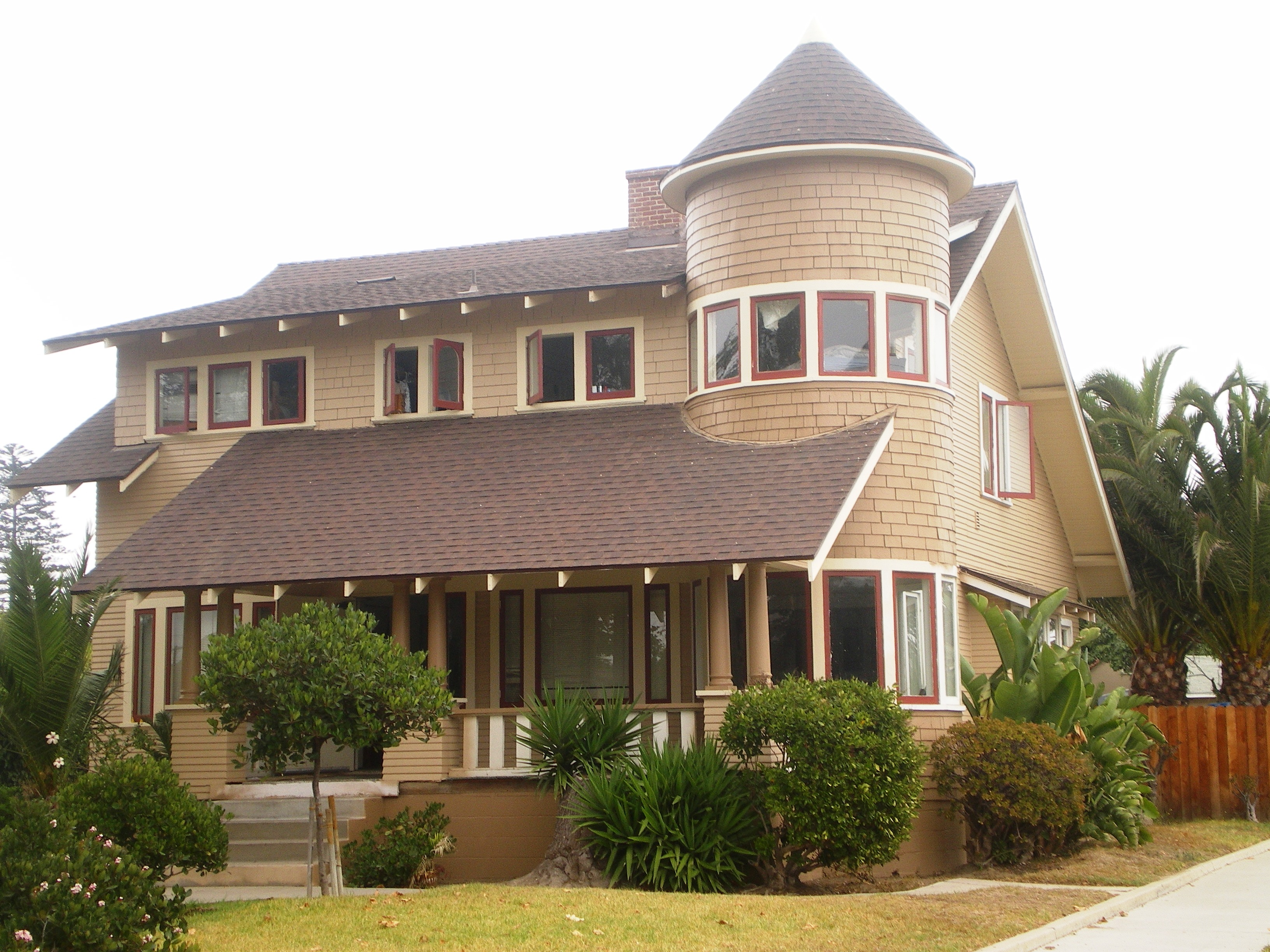
Дом в старой части города

В 1897 году местные владельцы ранчо — Альберт Молхардт и Йоханнес Борчард — приняли решение начать промышленное производство сахара. По их приглашению Генри Окснард и трое его братьев построили фабрику по переработке сахарной свёклы. На предприятии работали не только американцы, но и иммигранты из Китая, Японии и Мексики.

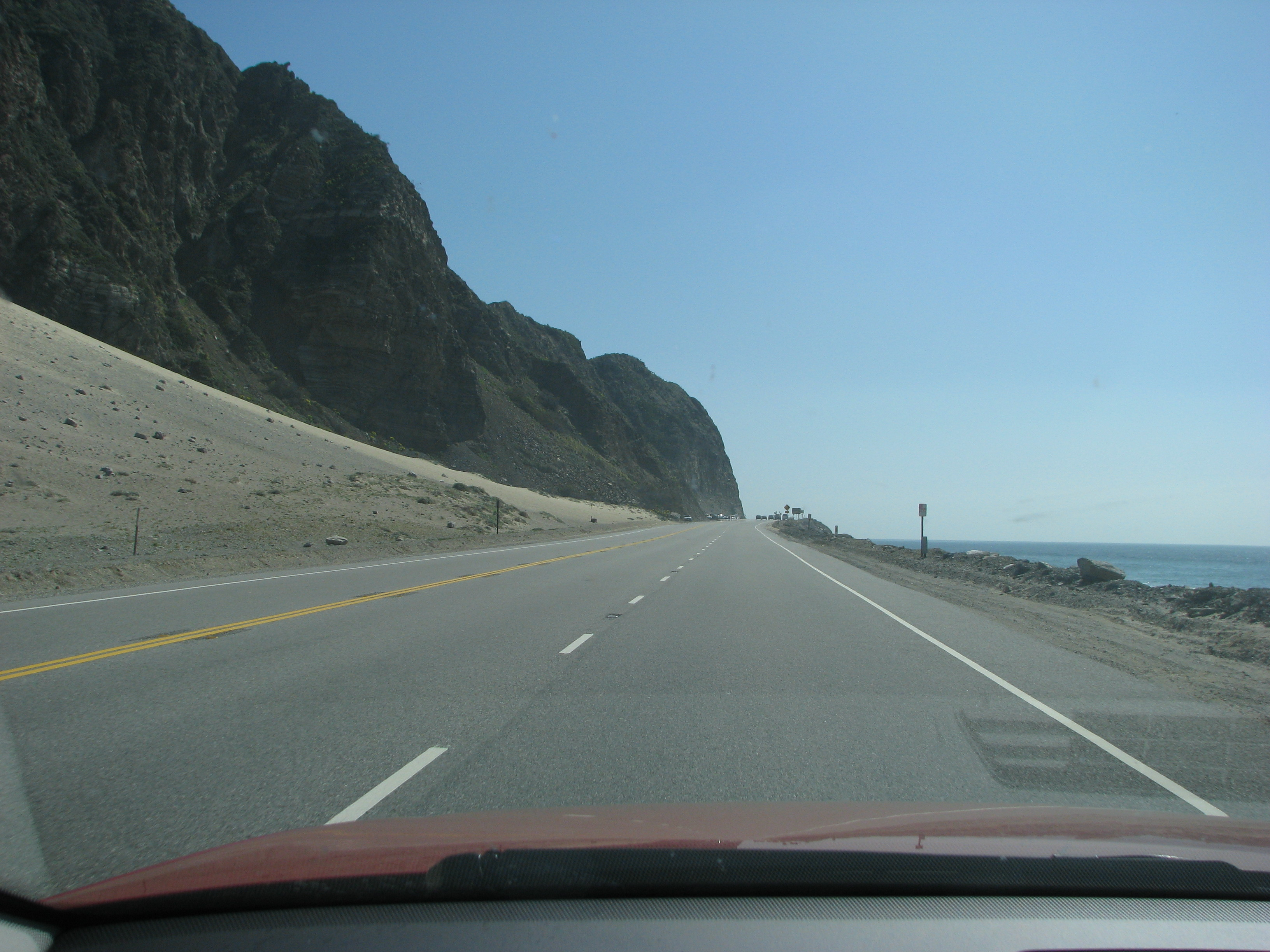
Трасса Окснард — Малибу

Постепенно производство расширялось, жители начали выращивать также ячмень и бобовые. Вскоре после основания 30 июня 1903 года в городе появились рестораны, отели, салуны и др. В том же году в городе была создана местная полиция. В 1907 г. появилась первая публичная библиотека. Здание библиотеки в настоящее время считается памятником архитектуры.
Быстро развиваться город начал во время Второй мировой войны. На территории Окснарда были построены военно-морские базы. Позже, после окончания войны в городе возникли электронная, аэрокосмическая и другие отрасли промышленности.

## География
Город расположен на берегу Тихого океана на одноимённой равнине. Почвы в окрестностях города плодородны. Вместе с пляжами, ручьями и болотами территория включает в себя несколько лесных биологических сообществ. Здесь произрастают, в частности, редкие и исчезающие виды растений.

## Климат
| Показатель                    | Янв. | Фев. | Март | Апр. | Май | Июнь | Июль | Авг. | Сен. | Окт. | Нояб. | Дек. | Год  |
| ----------------------------- | ---- | ---- | ---- | ---- | --- | ---- | ---- | ---- | ---- | ---- | ----- | ---- | ---- |
| Средний суточный максимум, °C | 19   | 19   | 19   | 20   | 20  | 21   | 23   | 23   | 23   | 23   | 21    | 19   | 20,8 |
| Средний суточный минимум, °C  | 8    | 8    | 9    | 10   | 12  | 14   | 15   | 16   | 15   | 13   | 9     | 7    | 11,3 |
| Норма осадков, мм             | 87   | 99   | 77   | 18   | 5   | 1    | 1    | 2    | 9    | 9    | 35    | 54   | 397  |
| Источник:                     |      |      |      |      |     |      |      |      |      |      |       |      |      |

## Экономика и уровень жизни
Город экономически развит благодаря нескольким факторам. Свою роль здесь играют географическое положение Окснарда — рядом с таким экономическим и промышленным центром, как Лос-Анджелес, а также близость к Тихому океану — в городе есть крупный морской порт. В городе хорошо развиты такие направления экономической, промышленной и научной деятельности, как биотехнологии, здравоохранение, образование, агропромышленный комплекс и др. Уровень жизни в Окснарде очень высок. Показатель стоимости жизни в Окснарде составляет на конец 2009 г. 120 % к среднеамериканскому уровню.